# Марчело Малпиги
Марчело Малпиги (на италиански: Marcello Malpighi) е италиански лекар (включително папски), биолог, анатом, хистолог и микроскопист.

## Биография
Роден е на 10 март 1628 г. в Кревалкоре, близо до Болоня, Италия.
Малпиги открива капилярите и допринася за окончателното изучаване на кръвообращението.
Умира на 30 ноември 1694 г. в Рим.

## Творби
- „De viscerum structura exercitatio“ (1666)